# Тур А407
Тур А407 — автобус среднего класса, предназначенный для перевозки пассажиров на городских, пригородных и междугородных коммерческих маршрутах. Автобус выпускается на заводе ОАО «Укравтобуспром» во Львове (бывшем Главным союзным конструкторским бюро по автобусам – ГСКБ) с 2012-го года. В основе А407 лежит немецкое шасси Mercedes-Benz Vario, а кузов разработан инженерами ОАО «Укравтобуспром». Автобус является, по сути, вариантом Варио с новым каркасным кузовом большей вместимости, оптимизированным для условий эксплуатации стран СНГ.

## Описание
Тур А407 рассчитан на 40 мест: 33 сидячих и 7 стоящих. Оснащен двумя дверьми, которые в зависимости от исполнения могут быть как механическими, так и пневматическими пантографного типа. Объём багажных отсеков составляет 4 м³.
В конструкции кузова применен ряд интересных решений для увеличения его долговечности и защиты от коррозии. В частности, вся боковая обшивка выполнена из алюминиевого композита. Полости, которые потенциально подвержены коррозии, обработаны специальным консервантом, а весь кузов покрыт немецким фосфатирующим грунтом и краской. Боковая облицовка, окна и панели пола соединены с каркасом полиуретановыми клеями, что обеспечивает дополнительное укрепление кузова. Также оригинально решена проблема трескания лобового стекла на плохих дорогах: вертикальные стойки выполнены сдвоенными, что позволяет укрепить каркас до такой степени, при которой исключается возможность растрескивания стекла.
Автобус строится на закупаемом из Германии шасси Mercedes-Benz Vario с удлиненной колесной базой – 4800 мм. Двигатель – дизельный OM904 LA (Евро-4) объёмом 4250 см³ и мощностью 130…180 л. с. в зависимости от степени форсирования. Расход топлива в смешанном цикле 13…15 л на 100 км. Коробка передач – механическая, 5-ступенчатая. Задняя подвеска – рессорная или пневморессорная. Тормозная система – с ABS уже в базовой комплектации, равно как и вспомогательный моторный тормоз-замедлитель. Примечательно наличие системы курсовой устойчивости ESP.

## Модификации
- Тур-А407 — туристический автобус вместимостью 33 места (всего было выпущено 15 автобусов).
- Тур-А407 — пригородный автобус вместимостью 40 мест.
- Тур-А4072 — туристический или пригородный автобус, модернизированная версия Тур-А407 (всего было выпущено 20 автобусов).
- Tур-A40791 — туристический автобус на шасси Mercedes-Benz Vario 815/816/818D (1 экземпляр).
- Tур-A40792 — туристический автобус на шасси Mercedes-Benz Vario 815/816/818D (всего было выпущено 9 автобусов).
- Тур-А40793 — туристический автобус на шасси Iveco Daily 70С14/15/16.
- Тур-А40794 — туристический автобус на шасси Iveco Daily 70С14/15/16.

## Комплектация

### Базовая комплектация
- Два аварийно-вентиляционных люка.
- Поручни в салоне.
- Противосолнечную шторку для водителя.
- Два дополнительных радиатора обогрева салона.
- Полумягкие нерегулируемые сидения (без подлокотника с высокой спинкой).
- Клееные окна.
- Две форточки боковых окон.
- Внешние панели с алюминиевого композита и стеклопластика.
- Тепло- и шумоизоляцию салона.
- Багажные отсеки по боковинах кузова и сзади.
- Передние механические двери / задние аварийные механические.

### Дополнительные опции
- Передние или обе пассажирские двери с пневматическим приводом.
- Сидения мягкие регулируемые.
- Ремни безопасности для пассажирских сидений.
- Комплект обычных или улучшенных подлокотников (7 левых, 7 правых).
- Жидкостную автономную систему отопления Webasto, 16 кВт.
- Конвекторы отопления пассажирского салона.
- Полки багажные обычные или с индивидуальным обдувом и освещением (класс комфортности «две звезды»).
- Кондиционер, 16 кВт.
- Внутреннюю обивку тканью.
- Шторки на окна салона.
- Затемнение окон.
- Стеклопакеты.
- Цвет-металлик.

## Технические характеристики

### Общие данные
Габаритные размеры, длина/ширина/высота, мм: 8270 / 2340 / 2840
Масса снаряженного автобуса: 5200 кг
Полная конструктивная масса: 8100 кг
Колесная база: 4800 мм
Максимальная скорость движения: 100 км/ч
Расход (средний): 13...15 л/100 км
Ёмкость топливного бака: 80 л
Система отопления: автономная от жидкостного отопителя Webasto
Пассажировместимость общая / в т. ч. мест для сидения: 40 / 33

### Двигатель
Модель, тип: OM904LA, турбодизель, EURO 4
Количество и расположение цилиндров: 4, рядное
Рабочий объём: 4250 см куб.
Макс. кр. момент, Нм / об/мин: 500...675 / 1200...1500
Система охлаждения: жидкостная
Мощность, л. с. / об/мин: 130...180 / 2200
КП, тип: 5-ст. мех.

### Ходовая
Передняя подвеска: завис. пружин.
Задняя подвеска: завис. рессорн., опция - пневморессорная
Шасси: Mercedes-Benz Vario
Шины: 225 70 R17,5

### Органы управления
Рулевое управление: с гидроусилителем
Рабочая тормозная система: двухконтурная дисковая с АБС

### Кузов
Пассажирские двери: механические или автоматические пантографного типа
Объём багажных отсеков: 4,0 м³